# Alexander Ojanne
Johan Alexander Emanuel Ojanne, tidigare Lindholm, född 16 juni 1986 i Östertälje församling i Södertälje, är en svensk socialdemokratisk politiker och före detta riksdagsledamot (ersättare februari–september 2022). Sedan oktober 2022 är han social- och trygghetsborgarråd i Stockholm.
Ojanne är tjänstledig ombudsman på Seko och bosatt i Bandhagen i Stockholm. Han är fullmäktigeledamot i Stockholms stad sedan 2018 och var gruppledare för Socialdemokraterna i idrottsnämnden 2018–2022 samt satt i styrelserna för Svenska Bostäder och AB Stadsholmen. Mellan 2010 och 2015 var han fullmäktige- och kommunstyrelseledamot i Södertälje kommun.
Ojanne var statsrådsersättare i riksdagen för miljö- och klimatminister Annika Strandhäll från 1 februari till 26 september 2022.
Ojanne är son till LO:s ordförande Johan Lindholm.